# Бачислав
Бачислав (пол. Baczysław, нім. Batzlaff) — село в Польщі, у гміні Ґольчево Каменського повіту Західнопоморського воєводства.
Населення — 100 осіб (2011).
У 1975-1998 роках село належало до Щецинського воєводства.

## Демографія
Демографічна структура станом на 31 березня 2011 року:
|          | Загалом | Допрацездатний вік | Працездатний вік | Постпрацездатний вік |
| -------- | ------- | ------------------ | ---------------- | -------------------- |
| Чоловіки | 52      | 8                  | 39               | 5                    |
| Жінки    | 48      | 8                  | 29               | 11                   |
| Разом    | 100     | 16                 | 68               | 16                   |